# Casa de la cultura de Morelia

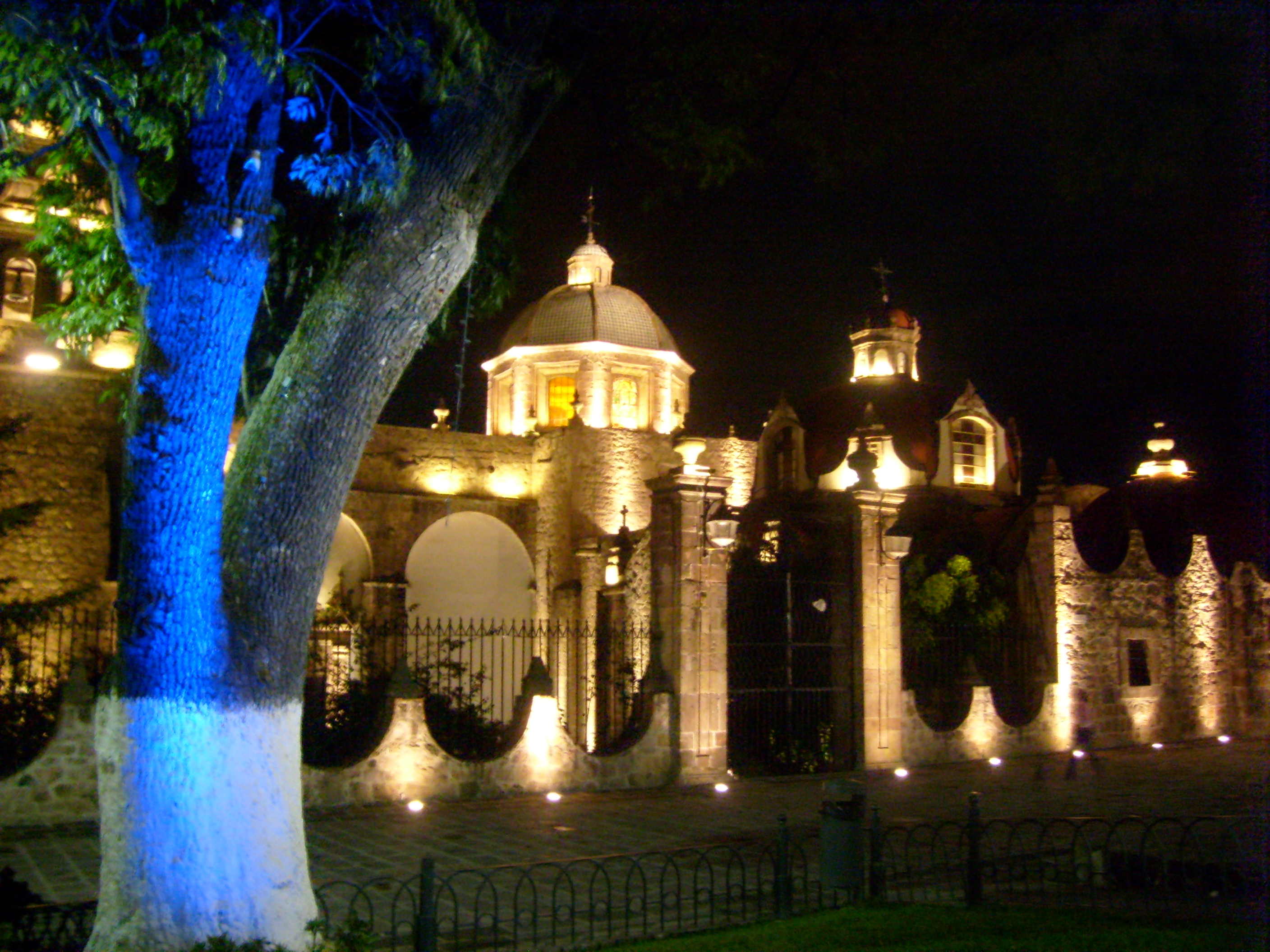
Casa de la Cultura de Morelia en la noche

La Casa de la Cultura de Morelia es un centro cultural comunitario localizado en la ciudad de Morelia Michoacán, México y cumple 40 años de existencia en 2017. Fundada en 1977 se enfoca en ofrecer actividades culturales a la comunidad del municipio de Morelia, entre las que se encuentran talleres artísticos, exposiciones, conciertos, entre otros eventos culturales. Depende del Gobierno de Michoacán a través de su Secretaría de Cultura.
La Casa de la Cultura de Morelia tiene su sede en un antiguo convento del siglo XVII ubicado en el Centro histórico de Morelia, que en la época del virreinato de la Nueva España perteneció a la Orden de los Carmelitas.

## Historia
En 1593 los frailes carmelitas llegaron a Valladolid hoy Morelia fundado un convento provisional, posteriormente edificaron su convento definitivo (que es el actual edificio de la Casa de la Cultura), entre 1593 y  1619 se edificó el templo, mientras que su primer claustro (ubicado al costado norte del templo) se edificó en los años 30 del siglo XVII. El atrio frente al templo funcionaba como cementerio, mientras que al norte del convento se ubicaba una extensa huerta de más de 50 mil metros cuadrados. En 1659 se construyó la capilla anexa al costado sur del templo la cual posee una cripta funeraria subterránea. En 1735 se sustituyó el techo del templo que era de viguería de madera con cubierta de teja, por las actuales bóvedas y cúpula de cantera. 
En 1809 en el convento estuvieron presos integrantes de la Conspiración de Valladolid. En 1857 a raíz de la aplicación de las leyes liberales los frailes fueron exclaustrados, pasando el inmueble conventual a manos del gobierno, conservando el templo su función religiosa. La huerta fue fraccionada para la edificación de vividas y parte del atrio se convirtió en la actual plaza pública. En 1883 el convento funcionó como cuartel del Primer Cuerpo de Caballería del Estado.
En el siglo XX el ex convento presentó muy diversos usos, algunos años fue sede del Seminario de Morelia, posteriormente el segundo patio (hoy patio principal de la Casa de la Cultura) fue utilizado como estacionamiento de camiones de aseo público, estación de autobuses hasta los años 70, luego fue albergue estudiantil. En 1974 el Gobierno del Estado rescató el inmueble realizándose su restauración integral encomendada al arquitecto Arturo Ramírez Bernal.
En septiembre de 1977 se fundó la Casa de la Cultura de Morelia en el ex convento del Carmen. Desde 1980 el Instituto Michoacano de Cultura, fundado en ese año, tuvo su sede en el inmueble (hasta que en 2004 el instituto fue convertido en la Secretaría de Cultura de Michoacán trasladándose sus oficinas sede a otro edificio de la ciudad, permaneciendo en el antiguo convento la función de Casa de la Cultura.

## Arquitectura
El antiguo conjunto conventual del Carmen actualmente presenta dos usos: el templo y el pequeño claustro anexo a su costado norte son administrados por el clero. Mientras que las otras áreas del antiguo convento corresponden a la Casa de la Cultura. 
La hoy Casa de la Cultura de Morelia presenta el estilo barroco austero, tiene dos niveles y está edificada en cantera rosada. La fachada original por la que se ingresaba cuando era convento mira al oeste sobre la actual calle Benito Juárez. Mientras que la actual fachada principal de la Casa de la Cultura de Morelia mira al este, sobre la calle Morelos Norte  (antiguamente esta era la puerta de servicio del inmueble). 
En su interior el conjunto arquitectónico presenta cinco patios, el principal de planta trapezoidal es una amplia explanada con una pequeña fuente central circular. El patio secundario de menores dimensiones exhibe planta rectangular con jardinera en su centro y una antigua cisterna o pila de cantera a su costado. Un tercer patio se halla entre los costados este del templo y el costado sur del ex convento, es una explanada hundida la cual presenta escaleras que comunican a la cripta del templo. Mientras que el cuarto patio de planta rectangular se halla frente al antiguo acceso principal del recinto (fachada este), el cual en el siglo XX fue acondicionado en desnivel colocándosele un pequeño escenario para presentaciones artísticas.
Un quinto patio corresponde al antiguo claustro cuadrangular ubicado al costado norte del templo, este espacio no forma parte de la Casa de la Cultura ya que es usado como un anexo de las oficinas del templo. 
El inmueble posee entre sus escaleras, una escalera de cantera de tres rampas con bóvedas de crucería, en uno de sus muros se exhibe en relieve el escudo de la Orden del Carmen, el cual también está presente en otras áreas del edificio. La iconografía del escudo muestra la cruz sobre el Monte Carmelo y 3 estrellas que representan las virtudes teologales.

## Instalaciones
Las áreas del antiguo convento del Carmen fueron acondicionadas al ser la Casa de la Cultura de Morelia en algunas de las siguientes instalaciones: las antiguas celdas de los frailes ubicadas en la planta alta del claustro de mayores dimensiones, hoy son oficinas administrativas  y salones de algunos talleres. El refectorio o comedor de los frailes ubicado en la planta baja junto al antiguo acceso oeste del ex convento hoy es salón de danza, el espacio conserva restos de un fresco sobre la Sagrada Familia. La cocina es sala de exposiciones temporales (llamada “Sala Patrimonio”), la sala capitular ubicada en la planta alta es salón de conferencias y eventos (llamada “Sala Luis Sahagún”). Otros espacios en el recinto son las salas para exposiciones temporales “Arcada Mayor” y la “Sala Efraín Vargas”, así como una librería enfocada en temática cultural.
El patio principal de amplias dimensiones, es utilizado para la realización de diversas actividades culturales como lo son algunos eventos del Festival Internacional de Música de Morelia y del Festival Internacional de Cine de Morelia, entre otros.